# Mesterholdenes Europa Cup i håndbold 1988-89 (mænd)
Mesterholdenes Europa Cup i håndbold 1988–89 for mænd var den 29. udgave af Mesterholdenes Europa Cup i håndbold for mænd. Turneringen havde deltagelse af 28 klubhold, som sæsonen forinden var blevet nationale mestre. Turneringen blev afviklet som en cupturnering, hvor opgørene blev afgjort over to kampe (ude og hjemme).
Turneringen blev vundet af SKA Minsk fra Sovjetunionen, som i finalen over to kampe besejrede Steaua Bucuresti fra Rumænien med 61-53. Det var anden gang, at SKA Minsk vandt Mesterholdenes Europa Cup – første gang var i sæsonen 1986-87.
Danmarks repræsentant i turneringen var Kolding IF, som blev slået ud i ottendedelsfinalen af de senere finalister, Steaua Bucuresti, som vandt med 53-42 over to kampe.

## Resultater

### 1/16-finaler
| Dato   | Dato   | Hjemmehold i 1. kamp   | Udehold i 1. kamp   | Resultat | Resultat | Resultat |
| 1.kamp | 2.kamp | Hjemmehold i 1. kamp   | Udehold i 1. kamp   | Samlet   | 1.kamp   | 2.kamp   |
| ------ | ------ | ---------------------- | ------------------- | -------- | -------- | -------- |
| 15.10. | 16.10. | Dukla Praha            | Fola Esch           | 70–30    | 30-16    | 40-14    |
| ?      | ?      | GKS Wybrzeże           | Urædd IF            | 50–39    | 22-16    | 28-23    |
| 31.10. | ?      | ATSE Waagner Biro Graz | SC Magdeburg        | 33–47    | 17-25    | 16-22    |
| ?      | ?      | USAM Nîmes             | Académico BC        | 42–39    | 27-21    | 15-18    |
| 21.10. | 22.10. | Kyndil                 | KF Valur            | 33–51    | 16-27    | 17-24    |
| ?      | ?      | ZMC Amicitia Zürich    | Sporting Neerpelt   | 44–39    | 25-19    | 19-20    |
| 31.10. | 17.11. | Rába ETO Győr          | Kwantum/Blauw Wit   | 52–35    | 26-12    | 26-23    |
| ?      | ?      | HK Drott Halmstad      | BK-46               | 54–38    | 32-16    | 22-22    |
| 27.10. | 5.11.  | Hapoel Rishon LeZion   | AS Filippos Verias  | 47–48    | 28-23    | 19-25    |
| ?      | ?      | Ortigia Siracusa       | KN Anthoupolis      | w.o.     | -        | -        |
| ?      | ?      | Kolding IF             | Liverpool HC        | 64–24    | 32-12    | 32-12    |
| ?      | ?      | Steaua Bucuresti       | Turkiye Halk Ankara | 68–42    | 40-19    | 28-23    |

### 1/8-finaler
| Dato   | Dato   | Hjemmehold i 1. kamp | Udehold i 1. kamp  | Resultat | Resultat | Resultat |
| 1.kamp | 2.kamp | Hjemmehold i 1. kamp | Udehold i 1. kamp  | Samlet   | 1.kamp   | 2.kamp   |
| ------ | ------ | -------------------- | ------------------ | -------- | -------- | -------- |
| ?      | ?      | SKA Minsk            | RK Metaloplastika  | 55–43    | 30-21    | 25-22    |
| ?      | ?      | Dukla Praha          | GKS Wybrzeże       | 56–44    | 31-19    | 25-25    |
| ?      | ?      | SC Magdeburg         | USAM Nîmes         | 48–38    | 23-13    | 25-25    |
| 11.12. | 18.12. | ZMC Amicitia Zürich  | KF Valur           | 38–40    | 16-15    | 22-25    |
| 11.12. | 18.12. | VfL Gummersbach      | FC Barcelona       | 32–35    | 17-15    | 15-20    |
| 10.12. | 17.12. | HK Drott Halmstad    | Rába ETO Győr      | 45–41    | 23-18    | 22-23    |
| 10.12. | 17.12. | Ortigia Siracusa     | AS Filippos Verias | 48–48    | 25-19    | 23-29    |
| ?      | ?      | Kolding IF           | Steaua Bucuresti   | 42–53    | 21-25    | 21-28    |

### Kvartfinaler
| Dato   | Dato   | Hjemmehold i 1. kamp | Udehold i 1. kamp | Resultat | Resultat | Resultat |
| 1.kamp | 2.kamp | Hjemmehold i 1. kamp | Udehold i 1. kamp | Samlet   | 1.kamp   | 2.kamp   |
| ------ | ------ | -------------------- | ----------------- | -------- | -------- | -------- |
| ?      | ?      | SKA Minsk            | Dukla Praha       | 62–42    | 32-19    | 30-23    |
| 12.3.  | ?      | KF Valur             | SC Magdeburg      | 37–37    | 22-16    | 15-21    |
| 12.3.  | ?      | HK Drott Halmstad    | FC Barcelona      | 48–44    | 22-20    | 26-24    |
| ?      | ?      | Ortigia Siracusa     | Steaua Bucuresti  | 43–53    | 22-26    | 21-27    |

### Semifinaler
| Dato   | Dato   | Hjemmehold i 1. kamp | Udehold i 1. kamp | Resultat | Resultat | Resultat |
| 1.kamp | 2.kamp | Hjemmehold i 1. kamp | Udehold i 1. kamp | Samlet   | 1.kamp   | 2.kamp   |
| ------ | ------ | -------------------- | ----------------- | -------- | -------- | -------- |
| ?      | ?      | SC Magdeburg         | SKA Minsk         | 46–55    | 26-25    | 20-30    |
| ?      | ?      | HK Drott Halmstad    | Steaua Bucuresti  | 45–53    | 23-24    | 22-29    |

### Finale
| Dato   | Dato   | Hjemmehold i 1. kamp | Udehold i 1. kamp | Resultat | Resultat | Resultat |
| 1.kamp | 2.kamp | Hjemmehold i 1. kamp | Udehold i 1. kamp | Samlet   | 1.kamp   | 2.kamp   |
| ------ | ------ | -------------------- | ----------------- | -------- | -------- | -------- |
| ?      | ?      | Steaua Bucuresti     | SKA Minsk         | 53–61    | 30-24    | 23-37    |